# Entada phaseoloides

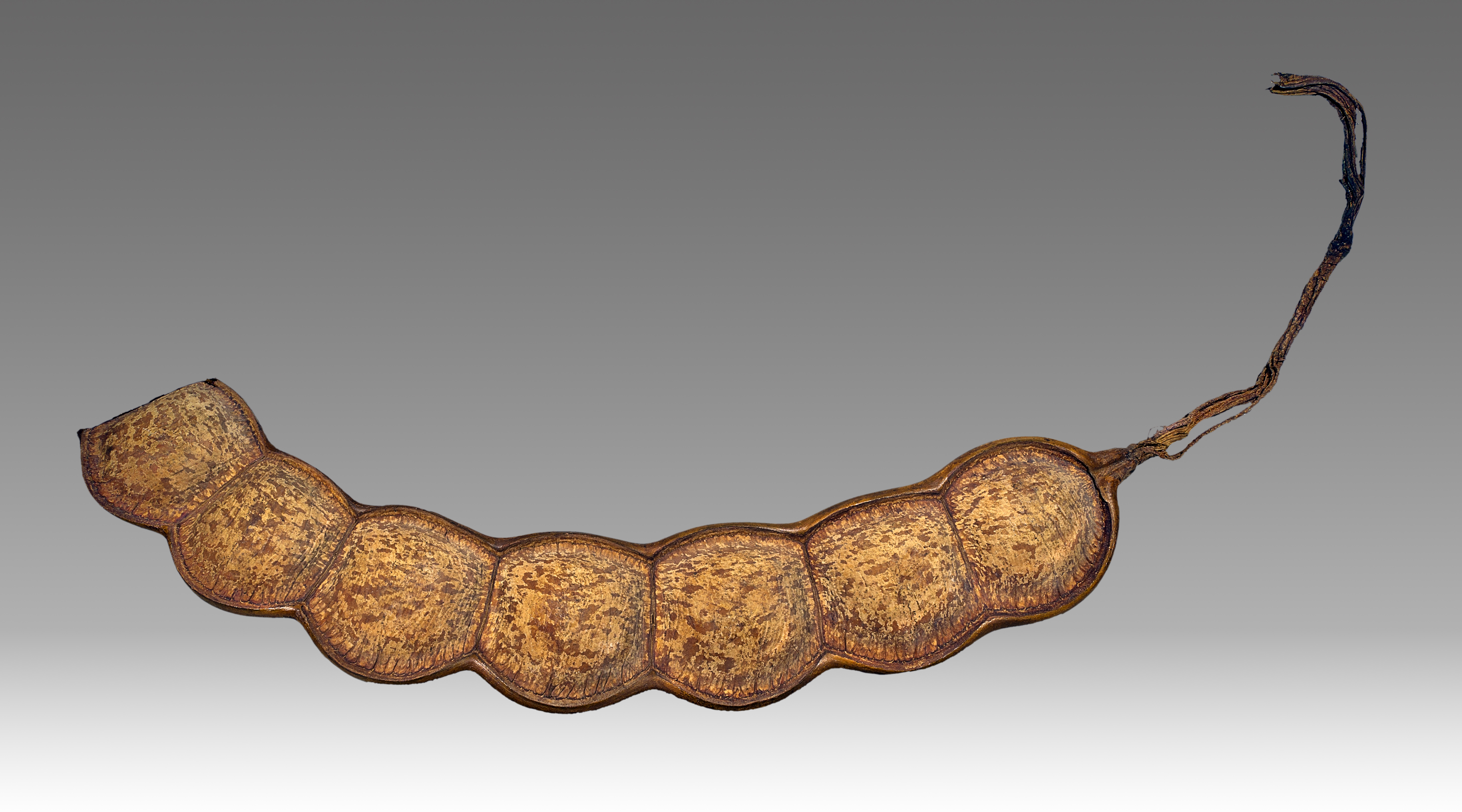
fruto de Entada phaseoloides - Museo de Toulouse

Entada phaseolides (gogo, balugo, tamayan) es una planta perteneciente a la familia Fabaceae, subfamilia Mimosoideae de distribución pantropical, común en Filipinas. 

## Descripción
Es una planta de buen porte, trepadora y con lianas, pudiendo alcanzar los tallos el grosor de un tronco humano. La corteza es áspera, de color marrón oscuro. 

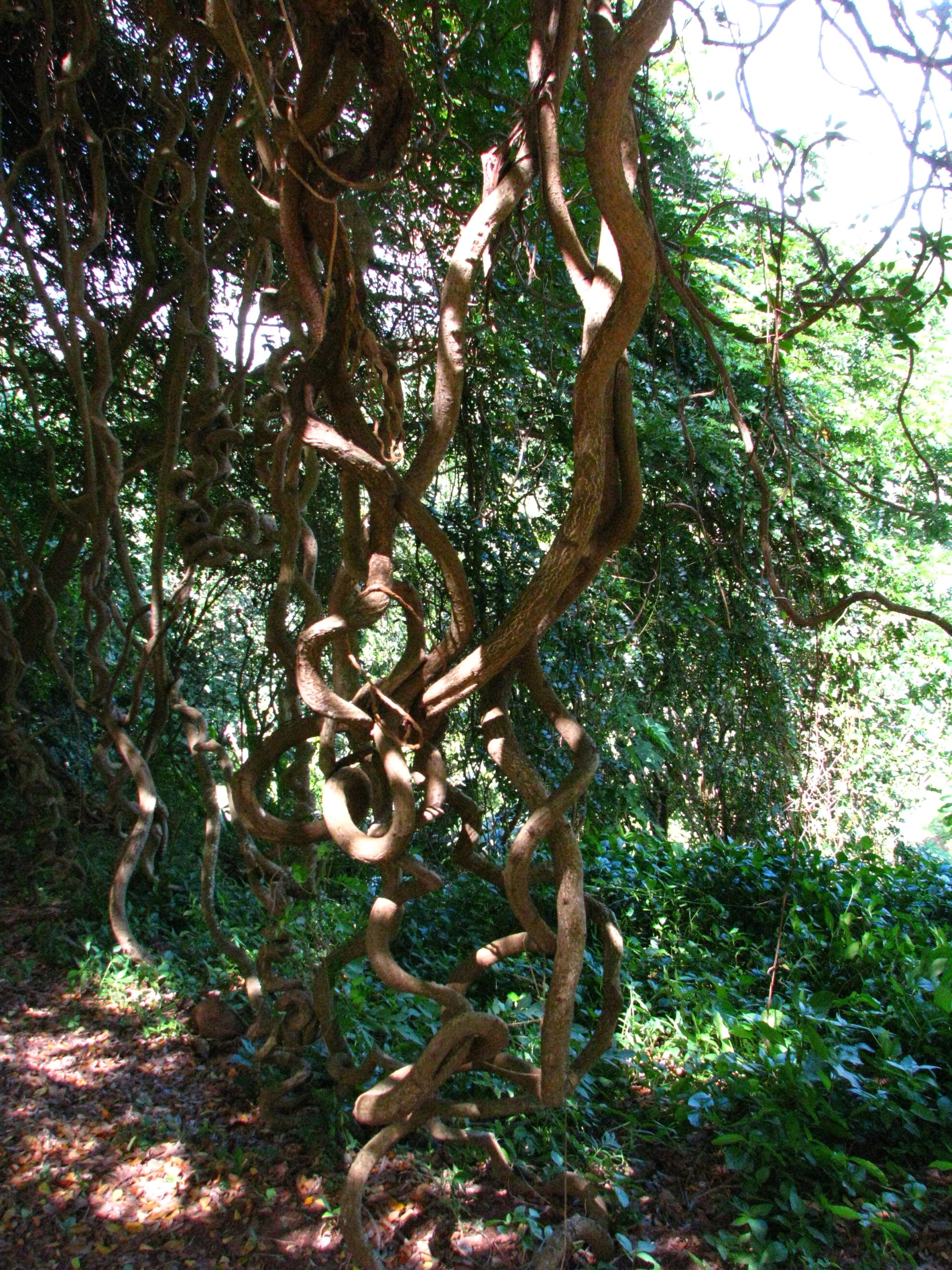
Vista de la planta

Las flores son de 2 a 3 mm de largo, de color blanco amarillento. Presenta vainas poco abundantes, colgantes, de 30 a 100 cm de largo, conteniendo semillas circulares duras, de lados aplanados, de unos 5 cm de diámetro y color chocolate,

## Usos
La corteza de la planta contiene saponina y produce espuma al ser frotada en contacto con el agua, utilizándose tradicionalmente en Filipinas para el lavado del cabello. 
En varias islas del Pacífico se extrae aceite de las semillas, útil para iluminación. 

## Taxonomía
Entada phaseoloides fue descrita por (L.) Elmer Drew Merrill y publicado en Philippine Journal of Science 9(1): 86–87. 1914.
Sinónimos
- Acacia scandens (L.) Willd.
- Entada formosana Kaneh.
- Entada koshunensis Hayata & Kaneh.
- Entada rumphii Scheff.
- Entada scandens (L.) "Benth., p.p."
- Entada tonkinensis Gagnep.
- Faba marina-major Rumph.
- Gigalobium scandens (L.) Hitchc.
- Lens phaseoloides L.
- Mimosa blancoana Litv.
- Pusaetha scandens (L.) Kuntze
- Strepsilobus scandens (L.) Raf.[2]